# Щеглово (Московская область)
Щеглово — деревня в Пушкинском районе Московской области России, входит в состав городского поселения Софрино. Население — 10 чел. (2010).

## География
Расположена на севере Московской области, в северо-восточной части Пушкинского района, на Ярославском шоссе М8, примерно в 17 км к северо-востоку от центра города Пушкино и 32 км от Московской кольцевой автодороги, на левом берегу реки Талицы бассейна Клязьмы.
В 3,5 км к юго-западу — Московское малое кольцо А107, в 1 км к северу — ветка линии Ярославского направления Московской железной дороги Софрино — Красноармейск. Ближайшие населённые пункты — деревни Григорково, Никольское и Талицы, ближайшая станция — платформа Рахманово.

## Транспорт
- 34 (ст. Софрино — пл. Ашукинская — Воздвиженское — Мураново — Луговая)[3].

## Население
| 1859 | 1890 | 1899 | 1926 | 2002 | 2006 | 2010 |
| ---- | ---- | ---- | ---- | ---- | ---- | ---- |
| 25   | ↗42  | ↘40  | ↗81  | ↘1   | →1   | ↗10  |

## История
В «Списке населённых мест» 1862 года — владельческая деревня 1-го стана Дмитровского уезда Московской губернии по левую сторону Московско-Ярославского шоссе (из Ярославля в Москву), в 40 верстах от уездного города и 20 верстах от становой квартиры, при пруде, с 4 дворами и 25 жителями (11 мужчин, 14 женщин).
По данным на 1899 год — деревня Богословской волости Дмитровского уезда с 40 жителями.
В 1913 году — 10 дворов.
По материалам Всесоюзной переписи населения 1926 года — деревня Талицкого сельсовета Софринской волости Сергиевского уезда Московской губернии в 8,5 км от станции Софрино Северной железной дороги, проживал 81 житель (48 мужчин, 33 женщины), насчитывалось 16 крестьянских хозяйств.
С 1929 года — населённый пункт в составе Пушкинского района Московского округа Московской области. Постановлением ЦИК и СНК от 23 июля 1930 года округа как административно-территориальные единицы были ликвидированы.
Административная принадлежность
1929—1952, 1962—1963, 1965—1994 гг. — деревня Талицкого сельсовета Пушкинского района.
1952—1954 гг. — деревня Барковского сельсовета Пушкинского района.
1954—1957 гг. — деревня Путиловского сельсовета Пушкинского района.
1957—1959 гг. — деревня Путиловского сельсовета Мытищинского района.
1959—1960 гг. — деревня Талицкого сельсовета Мытищинского района.
1960—1962 гг. — деревня Талицкого сельсовета Калининградского района.
1963—1965 гг. — деревня Талицкого сельсовета Мытищинского укрупнённого сельского района.
1994—2006 гг. — деревня Талицкого сельского округа Пушкинского района.
С 2006 года — деревня городского поселения Софрино Пушкинского муниципального района Московской области.